# Tanyah Island
Tanyah Island är en ö i Kiribati.   Den ligger i örådet Onotoa och ögruppen Gilbertöarna, i den sydöstra delen av landet, 500 km sydost om huvudstaden Tarawa. Arean är 5,3 kvadratkilometer.
Terrängen på Tanyah Island är mycket platt. Öns högsta punkt är 16 meter över havet. Den sträcker sig 5,7 kilometer i nord-sydlig riktning, och 4,2 kilometer i öst-västlig riktning.
Följande samhällen finns på Tanyah Island:
- Temao Village
- Tanaeag Village
- Buariki Village